# Plantago hawaiensis
Espèce
Classification phylogénétique
Plantago hawaiensis est une espèce de plantes de la famille des Plantaginaceae.
Elle est originaire de Hawaii.